# Национална школа за гражданска авиация
Национална школа за гражданска авиация (на френски: École nationale de l’aviation civile, често наричан ENAC) е най-важният и известен френски авиационен университет. От януари 2011 г. това е най-голямото европейско авиационно училище. 
Създаден е през 1948 г. в Орли, южно от Париж, Франция, но през 1968 г. е преместен на сегашното си място в Тулуза, Франция. Целта на ENAC е да осигури първоначално обучение за различни участници в гражданската авиация, като инженери, пилоти и ръководители на полети.
ENAC е част от: PEGASUS, CGE, GEA (обединение на аеронавтичните училища), CDEFI, Toulouse Tech, France AEROTECH и Aerospace Valley.
Университетът има научна основа.